# قانون رفاه حیوانات سال ۱۹۶۶
قانون آسازیستی حیوانات ۱۹۶۶ توسط رئیس‌جمهور آمریکا لیندون جانسون در ۲۴ اوت ۱۹۶۶ به تصویب رسید. این قانون اصلی فدرال در ایالات متحده است که رفتار حیوانات را در تحقیق و نمایشگاه تنظیم می‌کند. سایر قوانین، خط مشی‌ها و دستورالعمل‌ها ممکن است شامل پوشش گونه‌ها یا مشخصات اضافی برای مراقبت و استفاده از حیوانات باشد، اما همه به قانون آسازیستی حیوانات (که در غیر این صورت با عنوان "AWA" شناخته می‌شود) به عنوان استاندارد حداقل قابل قبول برای درمان و مراقبت از حیوانات اشاره می‌شود. وزارت کشاورزی ایالات متحده آمریکا نظارت بر AWA و کمیته‌های کشاورزی مجلس مجلس و مجلس سنا صلاحیت اصلی قانونگذاری این قانون را دارند. حیوانات تحت پوشش این قانون شامل هر گونه گربه که زنده یا مرده، سگ، همستر، خرگوش، خوکچه هندی، و هر نوع دیگر حیوانات خون‌گرم برای تحقیقات، استفاده از حیوان خانگی یا نمایشگاه مشخص می‌شود. از این قانون پرندگان، موشهای صحرایی (موشهای آزمایشگاهی)، موشهای دارای جنس Mus (موشهای آزمایشگاهی)، حیوانات مزرعه و حیوانات خون‌سرد خارج هستند.
AWA همان‌طور که در سال ۱۹۶۶ تصویب شد، به فروشندگان حیوانات الزام کرد که ثبت نام کنند و مجوز بگیرند، همچنین می‌توانند در صورت نقض هرگونه مفاد قانون آسازیستی حیوانات و حبس حداکثر تا یک سال همراه با تعلیق مجوز آنها. جریمه ۱۰۰۰ دلار : 276, col. 2  طبق اصلاحیه AWA در سال ۱۹۸۵، کلیه امکانات تحقیقاتی تحت پوشش قانون حیوانات موظف به ایجاد کمیته تخصصی هستند که حداقل یک نفر را به عنوان دامپزشک آموزش دیده و یک فرد وابسته به این مرکز را شامل شود. این کمیته‌ها به‌طور مرتب مراقبت از حیوانات و اقدامات در طول تحقیقات را ارزیابی می‌کنند و موظفند حداقل هر شش ماه یکبار در تمام مناطق مطالعه حیوانات معاینه کنند. کمیته‌ها همچنین موظف هستند که هر زمان ممکن از گزینه‌های جایگزین استفاده از حیوانات در آزمایش استفاده کنند.

## تاریخچه
در سراسر جهان، اولین قانونی که آزمایش آزمایش حیوانات را انجام می‌داد، قانون ظلم به حیوانات در سال ۱۸۷۶ بود که توسط پارلمان انگلستان به تصویب رسید. این هیئت حاکمیتی مرکزی تأسیس کرد که کلیه موارد استفاده از حیوانات در تحقیقات را مورد بررسی و تأیید قرار می‌داد. پس از آن، بسیاری از کشورها در اروپا مقررات مربوط به تحقیق در مورد حیوانات را تصویب کردند.
اگرچه کنگره در مورد رعایت آزمایشگاه در مورد رده حیوانات آزمایشگاهی در اوایل دهه ۱۹۶۰ بحث کرد، اما علاقه کافی به تصویب قانون نرسید تا اینکه مقالاتی که به ترتیب توسط اسپورتس ایلاستریتد و لایف در سالهای ۱۹۶۵ و ۱۹۶۶ منتشر شد، باعث ایجاد یک اعتراض عمومی شد.
اولین مقاله، که توسط کالس فینیزی نوشته شده‌است، در شماره ۲۹ نوامبر ۱۹۶۵ در Sports Illustrated منتشر شد. این قطعه به شرح داستان فلفل (سگ) دالماسین (سگ)، سگی که از حیاط خانه خانواده Lakavage در پنسیلوانیا ناپدید شده‌است. بعداً مشخص شد که فلفل توسط «دستگیر کنندگان سگ» به سرقت رفته‌است که توسط بیمارستان برانکس خریداری شده و در طی یک عمل جراحی تجربی جان باخته‌است. در تاریخ ۹ ژوئیه سال ۱۹۶۵، نماینده جوزف ی. ریزنیک ۹۷۴۳ را به مجلس نمایندگان معرفی کرد و همچنین آزمایشگاه‌هایی که حیوانات را خریداری کرده‌اند مجوز بگیرند و توسط USDA بازرسی شوند. جلسه دادرسی در ۳۰ سپتامبر ۱۹۶۵ برگزار شد و قانونگذاری مشابهی در مجلس سنا حمایت می‌شد.
در سال ۱۹۶۶، مجله زندگی مطلبی را منتشر کرد که مستند به شرایط مسکن در تسهیلات فروشندگی حیوانات بود. در این مقاله با عنوان «اردوگاه تمرکز سگها»، تصاویری از سگ‌های اسکلتی ارائه شده‌است و شرایط غفلتی را که روزنامه نگاران تحقیق و پلیس ایالتی مریلند در مزرعه فروش سگ مریلند پیدا کردند، شرح داده‌است. در نتیجه این مقالات، کنگره لابی کرد تا قانونی را تصویب کند که معیارهای مسکن و مراقبت از حیوانات را تنظیم کند.
شواهدی در حال افزایش وجود دارد مبنی بر اینکه سگ‌ها و گربه‌ها خانگی توسط دلالان سرقت می‌شوند، در خطوط ایالتی گرفته می‌شوند و برای آزمایش‌های علمی به موسسات تحقیقاتی فروخته می‌شوند. بسیاری از ورزشکاران از مقررات ملی حمایت می‌کردند زیرا این سگ‌های آنها اغلب گم می‌شدند.قانون حمایت از اسب ۱۹۷۰ (قانون عمومی ۹۱–۹۲۹) در سال ۱۹۷۰ تصویب شد و اسبها را در برابر شیوه‌های مختلف آسیب زایی که برای تولید اسب‌های زیبایی طراحی شده بود، محافظت می‌کرد، به عنوان مثال «نگه داشتن» مچ پاها را برای تولید یک پله بلند. پستانداران دریایی به عنوان یک کلاس (نهنگ‌ها، گرازماهی، فک (جانور) و خرس‌های قطبی) در بیشتر موارد تحت قانون حمایت از پستانداران دریایی سال ۱۹۷۲ (قانون عمومی ۹۲–۵۲۲) سال ۱۹۷۲ محافظت پیدا کردند و این امر مانع از انقراض شد. از جمله شکار، آزار و اذیت، اسیر و کشتار (انجام امور مجاز، از جمله برای امور معیشت و تحقیقات، باید به صورت انسانی و با «کمترین درجه درد و رنج عملی برای حیوان» انجام شود). گونه‌های در معرض خطر و تهدید همچنین با تصویب در سال ۱۹۷۳ قانون گونه‌های در معرض خطر (قانون عمومی ۹۳–۲۰۵) محافظت شد، که موجب خرید غیرقانونی خرید، فروش یا حمل و نقل در بازرگانی بین‌المللی یا خارجی هر گونه گونه ای می‌شود که در معرض خطر است و همچنین از نزدیک تجارت را در هر گونه گونه ای که تهدید به انقراض باشد تنظیم می‌کند.

### اصلاحات
این قانون هشت بار اصلاح شده‌است (۱۹۷۰، ۱۹۷۶، ۱۹۸۵، ۱۹۹۰، ۲۰۰۲، ۲۰۰۷، ۲۰۰۸ و ۲۰۱۳) و توسط آژانس وزارت کشاورزی ایالات متحده آمریکا، خدمات بازرسی بهداشت حیوانات و گیاهان.
در سال ۱۹۷۰، این قانون اصلاح شد شامل کلیه حیوانات خونگرم که در آزمایش، نمایشگاه به عنوان حیوانات خانگی استفاده می‌شوند یا به عنوان حیوانات خانگی فروخته می‌شوند. موارد خاص می‌تواند از چنین تعاریف معاف شود مگر اینکه از حیوانات زنده در تعداد قابل توجهی استفاده کنند. جریمه برای کسانی که با تحقیقات در یک مرکز آزمایش مداخله می‌کنند افزایش یافت. کسانی که متهم به حمله یا قتل بازرسان فدرال مسئول چنین کارهایی بودند نیز با مجازات‌های اضافی روبرو شدند. درمان اصلی شامل برخورداری از برخورد انسانی و معقول از حیوانات شد و تهویه مناسب، مسکن مناسب، بهداشت مناسب و مراقبت‌های دامپزشکی کافی در کلیه مراحل زندگی حیوانات احتیاج داشت.
این قانون در سال ۱۹۷۶ اصلاح شد برای تنظیم بیشتر درمان حیوانات در هنگام حمل و نقل. حیوانات باید در مکانهای مسافرتی به اندازه کافی نگهداری شوند و از درگیری در میان یکدیگر نجات پیدا کنند. تعریف حیوانات برای خلاص شدن از قانون از تعبیر احتمالی که سگها برای شکار، امنیت و پرورش استفاده می‌کردند گسترش یافته‌است.
این قانون در قانون امنیت غذایی سال ۱۹۸۵ ادغام شد. براساس این قانون، مجاز به استفاده از حیوانات منفرد در بیش از یک آزمایش بزرگ عملیاتی نبوده‌است، از این طریق به زمان کافی برای بهبودی که توسط یک دامپزشک با آموزش مناسب هدایت می‌شود. این اصلاحیه حداقل استانداردهای جدید را در زمینه کار، مسکن، سرویس بهداشتی، تغذیه و سایر روشهای مراقبت تنظیم کرده‌است. اکنون بهزیستی روانشناختی حیوانات مانند گذشته هرگز مورد توجه قرار نگرفته‌است. یکی از مواردی که در این زمان برجسته بود الزام ورزش سگها و بهزیستی روانشناختی نخبگان بود. این قانون همچنین به امکانات تحقیقاتی نیاز دارد تا بتوانند شیوه‌های دردناک را توصیف کنند و همچنین شیوه‌هایی را اجرا کنند که درد و استرس حیوانات را به حداقل برساند. یکی دیگر از الزامات مقرر در این قانون برای هر مرکز تحقیقاتی ایجاد یک کمیته نهادی مراقبت از حیوانات برای نظارت بر پیشنهادهای تحقیق و ارائه نظارت بر آزمایش حیوانات بود.
در سال ۱۹۹۰ قانون مواد غذایی، کشاورزی، حفاظت و تجارت ۱۹۹۰ اصلاح شد. محافظت از حیوانات خانگی در این بخش مدت نگهداری برای گربه‌ها و سگ‌های حداقل ۵ روز در یک مرکز نگهداری از فروشنده تعیین شده‌است، به گونه ای که این حیوان قبل از فروخته شدن توسط صاحب اصلی آنها قابل قبول یا بازیابی باشد. این ماده در مورد پوندهای عملیاتی، امکانات تحقیقاتی یا سازمانهای خصوصی اعمال می‌شود. همچنین لازم است که گواهی کتبی با پیشینه حیوان در اختیار گیرنده قرار گیرد. جزئیات باید شامل شرح حیوان، تاریخچه انتقال حیوانات، سوابق و تغییرات و امضاها از فروشنده و گیرنده باشد. تخلفات مکرر در این بخش به جریمه ۵۰۰۰ دلاری برای هر گربه یا سگ خریداری شده یا فروخته می‌شود. سه یا بیشتر تخلف می‌تواند منجر به ابطال مجوز نمایندگی به‌طور دائم شود.
در سال ۲۰۰۸، قانون غذا، حفاظت و انرژی مصوب سال ۲۰۰۸، چندین قانون جدید در قانون بهزیستی حیوانات اضافه کرد. این ممنوعیت‌های بیشتر برای آموزش، داشتن و تبلیغات حیوانات یا اشیاء تیز برای استفاده در نبرد با حیوانات افزود. مجازات این جنایات به ۳–۵ سال حبس افزایش یافته‌است. اصلاحات سال ۲۰۰۸ واردات برای فروش مجدد سگ‌ها ممنوع است، مگر اینکه حداقل شش ماه سن داشته باشند، تمام واکسیناسیون‌های لازم را داشته و از سلامتی خوبی برخوردار باشند. علاوه بر این، جریمه نقض قانون بهزیستی حیوانات از ۲۵۰۰ دلار به ۱۰٬۰۰۰ دلار در هر تخلف، در هر حیوان و در هر روز افزایش یافت.

## مجوز و ثبت نام
وزارت کشاورزی آمریکا (USDA) الزام کرد که مشاغلی که حیوانات خونگرم را بخرند یا بفروشند، آنها را به عموم عرضه کنند، آنها را به صورت تجاری حمل و نقل کنند یا از آنها برای آموزش یا آزمایش استفاده کنند، باید دارای مجوز یا ثبت نام شوند. عدم صدور مجوز یا ثبت نام، نقض مجازات قانون بهزیستی حیوانات است. بسته به اساس مشاغل، خدمات بازرسی بهداشت حیوانات و گیاهان (APHIS) تعیین می‌کند که آیا کسب و کار باید دارای مجوز، ثبت نام باشد یا هر دو. صاحبان مشاغل مسئول آگاهی از شرایط ثبت نام و مجوز هستند.

## روابط عمومی
وزارت کشاورزی آمریکا AWA را اعمال می‌کند و بازرسی‌های منظم را انجام می‌دهد. مراقبت از حیوانات در پاسخ به نگرانی‌های عمومی برای شرایط امکانات تنظیم شده، بازرسی‌ها را انجام می‌دهد. آنها افراد را تشویق می‌کنند تا از تسهیلات غیرقانونی که ممکن است نیاز به مجوز یا ثبت نام داشته باشند گزارش دهند. بسیاری از دولت‌های محلی و محلی قوانین مربوط به رفاه حیوانات را دارند.
مراقبت از حیوانات به دنبال آموزش عموم مردم و ایجاد ارتباطی مشترک با اشخاص دارای مجوز و ثبت شده، جامعه حمایت از حیوانات و سایر آژانس‌های فدرال و ایالتی است. برای تحقق این هدف، مراقبت از حیوانات کارگاه‌هایی را در مورد حداقل استانداردهای مراقبت، همان‌طور که در AWA بیان شده‌است، برگزار می‌کند.